# Gangbusters (игра)
Gangbusters — настольная игра в жанре RPG, разработанная Риком Кребсом и Марком Акресом. Существует два издания игры. Первое было выпущено компанией TSR, Inc в 1982 году .
В центре сюжета Gangbusters — преступность 20-х и 30-х годов в Америке. Действия разворачиваются во времена «сухого закона» в США .

## История
Основой для создания игры послужили исторические личности (Аль Капоне) и многочисленные кинокартины, в число которых вошел драматический триллер Джорджа У. Хилла «Казенный дом» (1930) .
Первая редакция Gagnbusters включала книгу правил, карту города, набор фишек и два кубика. 

В 1990 году состоялся релиз второго издания игры.

## Геймплей
Действия игры разворачиваются в вымышленном городе Лэйкфронт-Сити, расположенному за западном побережье озера Мичиган. Подробное описание города находится в базовой книге к игре.
Выборка способностей, основных характеристик героя и его карьеры проходит с помощью дайса. Участник может выбрать карьеру Преступника, Агента ФБР, Репортера, Полицейского, Частного сыщика и Агента по соблюдению сухого закона. Далее следует выбор умений. Персонажи зарабатывают опыт, который выдается «Судьей» за определенные действия.